# Coccygidium nihonense
Coccygidium nihonense är en stekelart som beskrevs av Michael J. Sharkey 1996. Coccygidium nihonense ingår i släktet Coccygidium och familjen bracksteklar. Inga underarter finns listade i Catalogue of Life.